# Frumușeni
Frumușeni (en allemand : Schöndorf) est une commune du județ d'Arad, Roumanie qui compte 2 543 habitants.
La commune est composée de 2 villages : Aluniș et Frumușeni.

## Culture
D'après le recensement de 2011, la commune compte 2 543 habitants, en augmentation par rapport au recensement de 2002 où elle en comptait 2 506.